# Cyanostegia
Cyanostegia, rod medićevki smješten u tribus Chloantheae, dio potporodice Prostantheroideae. Pripada 5 endemskih vrsta u Australiji. Osim vrste C. microphylla, koja je hamefit, ostale su nanofanerofiti. 

## Vrste
1. Cyanostegia angustifolia Turcz.
2. Cyanostegia corifolia Munir
3. Cyanostegia cyanocalyx (F.Muell.) C.A.Gardner
4. Cyanostegia lanceolata Turcz.
5. Cyanostegia microphylla S.Moore